# Одеський міжнародний кінофестиваль
Одéський міжнарóдний кінофестивáль (ОМКФ) — щорічний кінофестиваль, який проводиться в українському місті Одеса у середині липня. Уперше відбувся у 2010 році.
Перші два роки фестиваль позиціонував себе як фестиваль фільмів для глядачів із особливим почуттям гумору. Згодом розширив спрямованість і заявив про себе як фестиваль артмейнстриму: кіно високого художнього рівня, розраховане на широку аудиторію. Із 2016 року конкурсна програма складається з трьох повноцінних розділів: Міжнародна конкурсна програма, Національна конкурсна програма (включає повнометражні та короткометражні фільми виробництва України або зняті в ко-продукції з Україною) та Конкурс європейських документальних фільмів.

## Історія

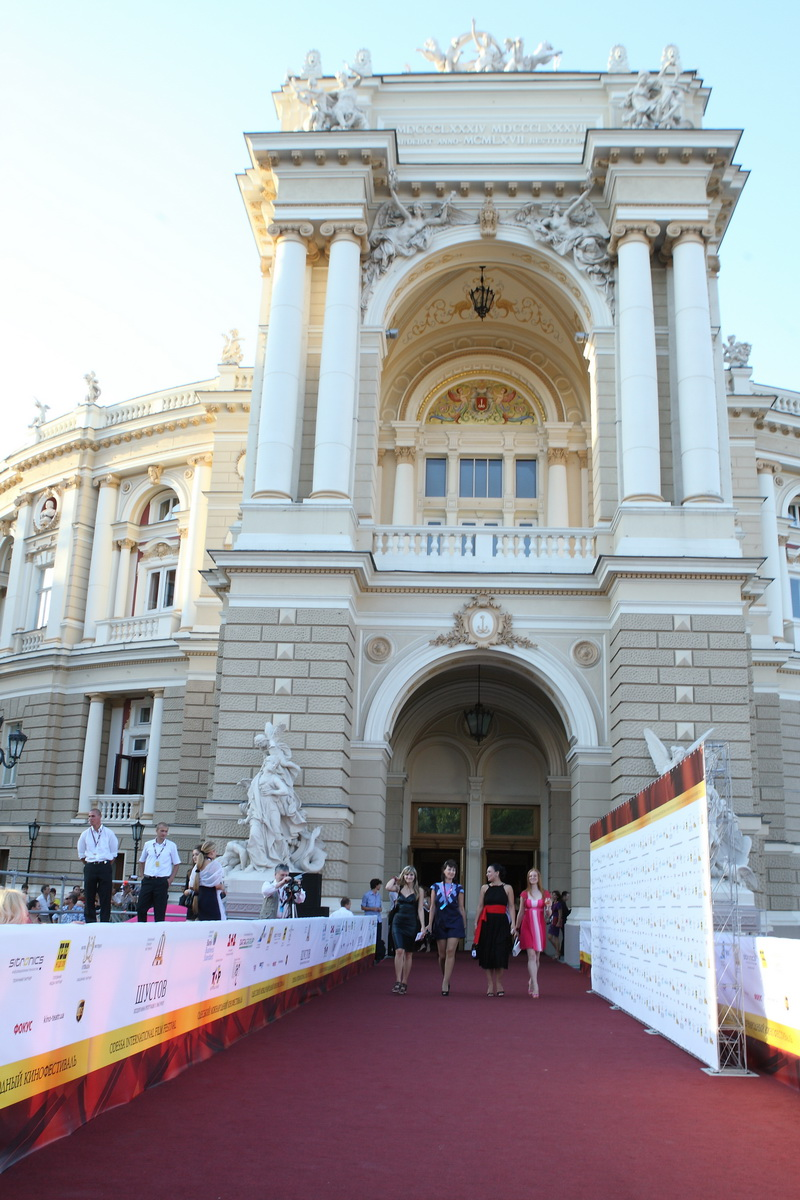
«Червона доріжка» ОМКФ біля Одеського оперного театру

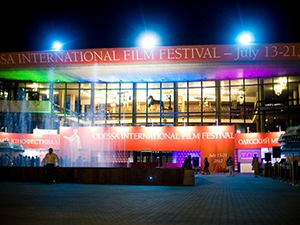
Фестивальний палац

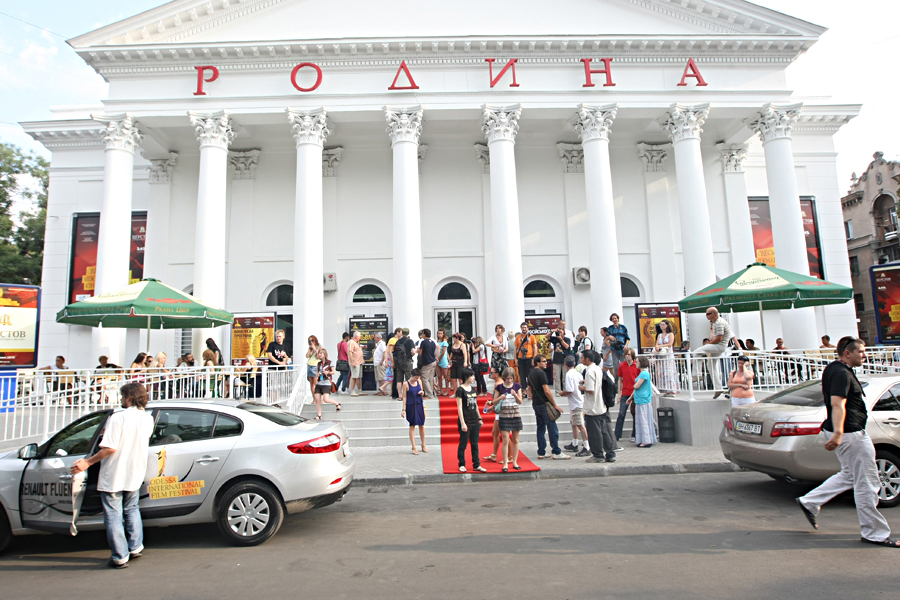
Фестивальний центр в кінотеатрі Одеса-кіно «Родіна»

Уперше Одеський міжнародний кінофестиваль був проведений з 16 по 24 липня 2010 року. В рамках кіноогляду було показано конкурсну програму з 16 повнометражних, а загалом на конкурсному та позаконкурсному показах на фестивалі представили понад 100 стрічок.. Основним майданчиком — Фестивальним центром, у якому проходили конкурсні покази і всі головні події фестивалю, перші два роки був одеський кінотеатр Одеса-кіно «Родіна». Починаючи з третього фестивалю, в 2012 році, головним майданчиком став Фестивальний Палац, — зал на 1260 місць Одеського театру музичної комедії. Кінотеатр Одеса-кіно «Родіна» залишився фестивальним центром, в якому проходять покази Української національної конкурсної програми, позаконкурсних програм і ретроспектив, а також проводяться майстер-класи.
Церемонії відкриття і закриття, а також традиційна для кінофестивалів «червона доріжка» проводяться у знаменитому Одеському театрі опери і балету — одній з найбільш відомих архітектурних пам'яток України.
Фестивальні покази охоплюють три основних майданчики: Фестивальний Палац, Фестивальний центр у кінотеатрі Одеса-кіно «Родіна», Зелений театр Stella Artois. Також з 2019 року до фестивальних майданчиків приєднався кінотеатр Multiplex.
Головним призом фестивалю є статуетка «Золотий Дюк» — оновлена версія однойменного призу, створеного відомим одеським скульптором Михайлом Ревою для кінофестивалю «Золотий Дюк», який відбувся в Одесі в 1988 році. Перші два роки головний приз Одеського кінофестивалю вручався на основі рішення журі. Починаючи з 2012 року Гран-прі Одеського кінофестивалю вручається за підсумками глядацького голосування.
На фестивалі працює Міжнародне журі, яке оцінює Міжнародну конкурсну програму і вручає призи за Найкращий повнометражний фільм, Найкращу режисуру, Найкращу акторську роботу. З 2012 року на фестивалі з'явилася ще одна конкурсна програма — Український національний конкурс, в якому приз за найкращий український фільм визначає Журі національної конкурсної програми. З 2016 року журі Конкурсу європейських документальних фільмів обирає найкращу документальну стрічку.
Перший фестиваль відвідало понад 40 тисяч глядачів. Наступного, 2011 року покази відвідало вже понад 70 тисяч глядачів. На третьому Одеському кінофестивалі у 2012 році покази відвідало близько 100 тисяч глядачів, було акредитовано близько 4500 гостей і 700 представників ЗМІ, аудиторія телетрансляцій Церемоній відкриття і закриття становила близько 3 млн осіб, в програмі було представлено 85 фільмів з 40 країн.
У межах фестивалю також динамічно розвивається особливий спецпроєкт — кіношкола: серія майстер-класів, які проводять знамениті гості фестивалю для студентів кіногалузі і кіноманів. На другому фестивалі з'явився ще освітній напрямок — «Сценарна майстерня „Інтершколи“»: семінари для обмеженого кола сценаристів, що пройшли попередній відбір у конкурсі сценаріїв. На третьому фестивалі в 2012 році у межах кіношколи працювала Школа кінокритиків.
Згодом на Одеському кінофестивалі з'явилися нові напрями для кінопрофесіоналів під егідою Film Industry Office, зокрема літній та зимовий Кіноринки, пітчинг завершених проєктів та проєктів у розробці («Work in progress»), а також проєктів серіалів ("EastSeries").
У 2011 році, в останній день своєї роботи, Одеський кінофестиваль отримав відзнаку від авторитетного міжнародного співтовариства журналістів — Голівудської асоціації іноземної преси HFPA (англ. Hollywood Foreign Press Association), що вручає премію «Золотий Глобус». Почесну відзнаку фестивалю передав член HFPA Габрієль Лерман.
Четвертий Одеський кінофестиваль відбувся з 12 по 20 липня 2013 року. У числі нововведень — заснування нового призу за найкращий український короткометражний фільм. Також на 4-му фестивалі відбулася ретроспектива фільмів Сергія Параджанова.
З 2016 року на фестивалі діє відеорум, в якому можна переглянути фільми конкурсних програм. Також на фестивалі вручають «Золотого Дюка» за внесок у кіномистецтво — лауреатами нагороди у 2017 році стали акторка Ізабель Юппер та режисер Аґнєшка Голланд, а в 2018 році — акторки Ада Роговцева та Жаклін Біссет. На 10-му Одеському кінофестивалі лауреатами нагороди стали британський режисер театру і кіно Майк Лі та легенда французького кіно, спеціальна гостя 10-го ювілейного ОМКФ актриса Катрін Деньов. Також під час ювілейного 10-го ОМКФ було вручено дві почесні статуетки – Одеській кіностудії з нагоди її 100-річного ювілею та відомому сатирику Михайлу Жванецькому, який є постійним гостем і другом фестивалю.
Під час 8-го ОМКФ в рамках секції Film Industry Office, окрім традиційного пітчингу повнометражних проєктів та презентацій кінострічок на стадії Work in Progress, відбувся конкурс проєктів серіалів Odesa IFF ScripTeast Series Projects та Actor's Workshop.
У 2023 році, через російське вторгнення в Україну, фестиваль пройшов у Чернівцях.
XV Одеський міжнародний кінофестиваль стартував у Києві 12 липня 2024 року. Церемонія відкриття фестивалю відбулася у КВЦ “Парковий”. Програма показів, що відбудуться з 12 по 20 липня. Переможцями Національної конкурсної програми: стали:
- Найкращий український повнометражний ігровий фільм – “Сірі бджоли”, реж. Дмитро Мойсеєв
- Найкращий український повнометражний документальний фільм – “Глядєлов”, реж. Ксенія Кравцова.

Приз FIPRESCI отримав Євген Мазуренко за фільм-дебют “Сопілка Перуна".

## Дирекція
Станом на 2021 рік дирекція фестивалю складається з:
- Вікторія Тігіпко (Президент)
- Анна Мачух (Виконавчий директор)
- Олександр Холоденко (Директор із стратегічного розвитку)
- Катерина Звєздіна (Операційний директор)
- Марія Антонова (Директор з маркетингу та роботи з партнерами)
- Тетяна Власова (PR-директор)

У 2021 році засновано Наглядову Раду ОМКФ, в обов’язки якої входить узгодження стратегії фестивалю та визначення векторів розвитку, а також вирішення стратегічних питань. До складу Наглядової Ради увійшли президент ОМКФ Вікторія Тігіпко, виконавча директорка фестивалю Анна Мачух, програмний консультант Алік Шпилюк, директор компанії “Артхаус Трафік”, продюсер Денис Іванов, зовнішнім незалежним експертом буде заступник представника України в Раді правління фонду “Єврімаж", заступник голови Ради з державної підтримки кінематографії Сергій Зленко.

## Структура фестивалю

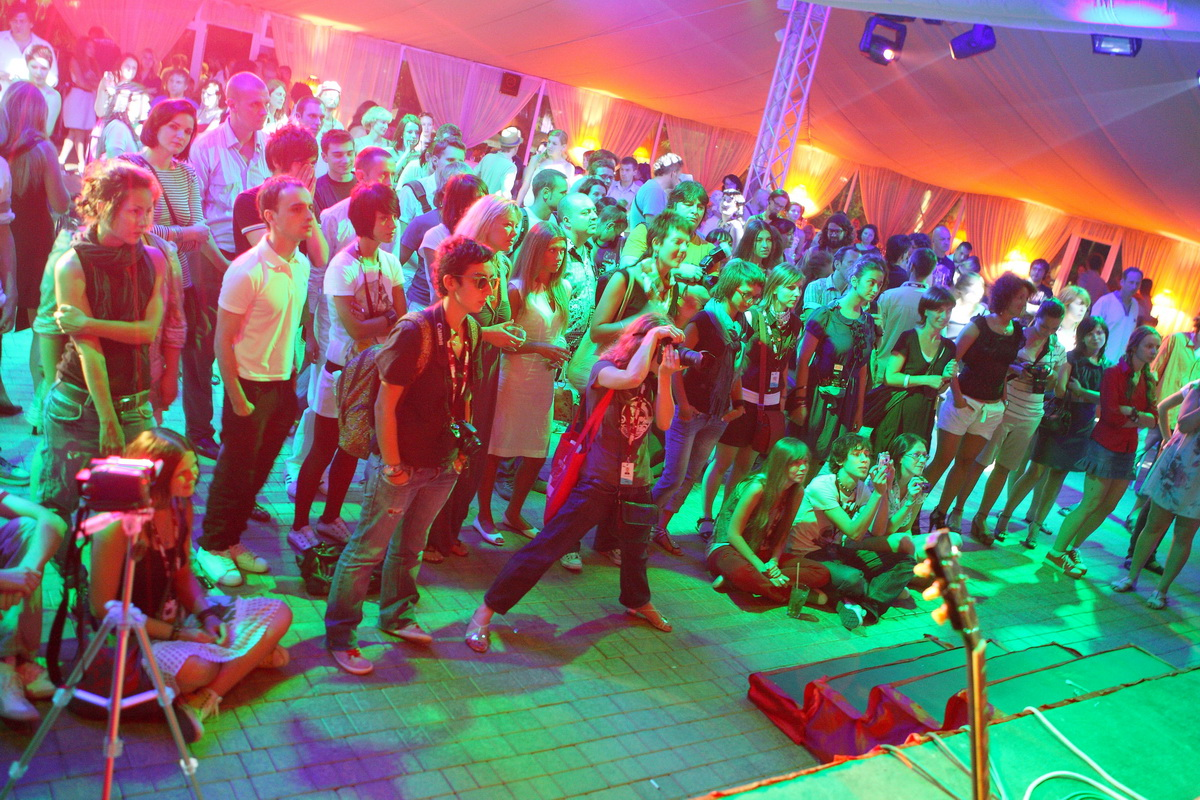
Фестивальна вечірка в Otrada beach club, 2010 рік

### Конкурсна програма
Фестиваль має три конкурсні програми: Міжнародна конкурсна програма повнометражних фільмів, Національна конкурсна програма та Конкурс європейських документальних фільмів.
До процесу селекції фільмів для участі в Конкурсі європейських документальних фільмів допускаються повнометражні документальні фільми, які були зроблені повністю або в рамках міжнародної копродукції з суб'єктами продюсування з наступних країн: Австрія, Албанія, Вірменія, Республіка Білорусь, Бельгія, Болгарія, Боснія і Герцеговина, Велика Британія, Угорщина, Німеччина, Греція, Грузія, Данія, Ізраїль, Ірландія, Ісландія, Іспанія, Італія, Кіпр, Косово, Литва, Люксембург, Македонія, Нідерланди, Норвегія, Польща, Португалія, Росія, Румунія, Сербія, Словаччина, Словенія, Туреччина, Україна, Фінляндія, Франція, Хорватія, Чехія, Швейцарія, Швеція, Естонія.
У Міжнародну конкурсну програму відбираються нові повнометражні фільми, завершені після 1 січня поточного року, та прем'єри яких ще не відбулися на території України на момент початку фестивалю.
Селекцію фільмів здійснює відбіркова комісія, а основним критерієм відбору є кіно високого художнього рівня, розраховане на широку аудиторію, що є головною концепцією міжнародної конкурсної програми. У конкурс відбираються нові повнометражні фільми, зняті в період від 1 січня попереднього року, і що ще не демонструвалися на території України.
В Національну конкурсну програму відбираються українські короткометражні і повнометражні фільми, завершені після 1 січня попереднього року.
Формат фільмів — плівка (35 мм) або цифровий(DCP).
На участь у  10-му ювілейному Одеському  міжнародному кінофестивалі було подано 1110 фільмів з 40 країн із трьох континентів. За головний приз – Ґран-прі – змагалися 12 фільмів-учасників Міжнародного конкурсу, у Національній конкурсній програмі брало участь 5 повнометражних та 10 короткометражних стрічок, у Конкурсі європейських документальних фільмів – 8.  Загалом у конкурсних та позаконкурсних програмах фестивалю було показано близько сотні фільмів.
12-й Одеський міжнародний кінофестиваль, який пройде в Одесі 14-21 серпня, буде приурочений до 30-річчя незалежності України з акцентом на національне кіно.
Єдиною конкурсною програмою оновленого фестивалю стане Національний Конкурс (повний і короткий метр), переможці якого отримають нагороди за найкращий фільм, найкращу режисуру та найкращі акторські роботи. Програма “Гала-прем‘єри” традиційно буде складатися зі світових артхітів. Також на глядачів чекає одна з улюблених позаконкурсних секцій “Фестиваль Фестивалів” та серія ретроспективних показів. Продовжить свою роботу секція Film Industry office та освітня програма “Літня кіношкола”.
Функції програмного відділу 12-го ОМКФ буде виконувати компанія “Артхаус Трафік” на чолі з Денисом Івановим.

#### Журі
Фільми конкурсної програми оцінює міжнародне журі, до складу якого входять діячі кіно і культури, відомі режисери, актори, кінокритики, кінопродюсери. Склад журі визначає дирекція фестивалю.
У 2010 по 2012 роки разом з міжнародним журі на фестивалі працювали журі Міжнародної федерації кіноклубів FICC, яке присуджувало власний приз «Дон Кіхот», а також Національне журі кінокритиків, журі «Українська лабораторія» (премія ім. Миколи Шустова за найкращий український фільм).
Від 2016 року на фестивалі працює журі Міжнародної конкурсної програми, журі Національної конкурсної програми, журі Конкурсу європейських документальних фільмів та журі Міжнародної федерації кінопреси (FIPRESCI), а в межах професійної секції — журі Пітчингу та Work in Progress.

#### Нагороди

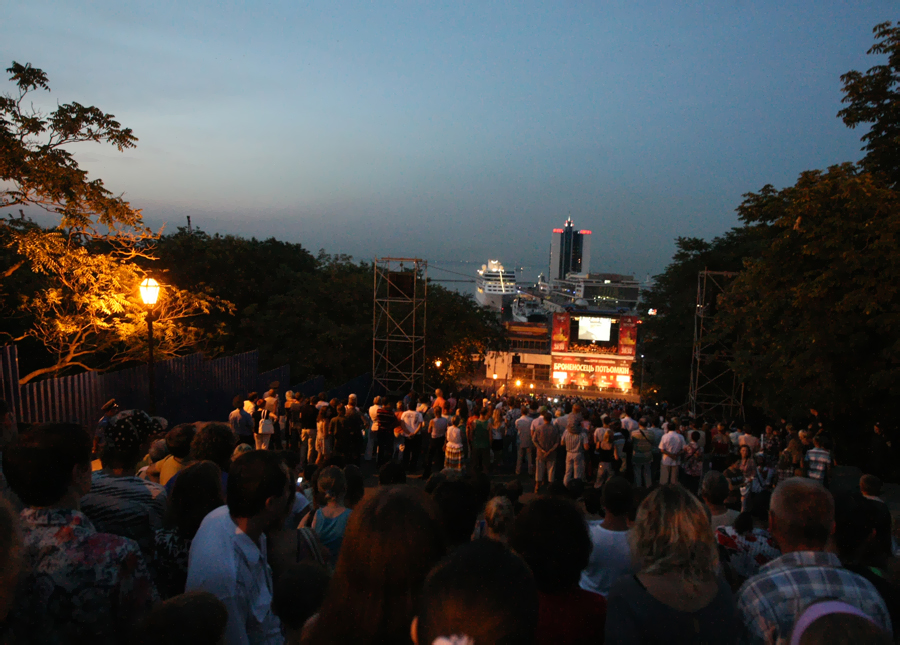
Кіноконцерт «Броненосець Потьомкін» на Потьомкінських сходах в рамках Першого Одеського кінофестивалю-2010

Ґран-Прі, головний приз Одеського кінофестивалю, — статуетка «Золотий Дюк» і грошова винагорода в розмірі 10 тис. євро — вручається режисерові фільму за результатами глядацького голосування.. З 2019 року також зєявилась нагорода Приз глядацьких симпатій Національної конкурсної програми, переможець в якій також визначається шляхом глядацького голосування .
Міжнародне журі вручає премії й призи в таких трьох категоріях (але міжнародне журі також може вручити додатково дві спеціальні нагороди):
- Найкращий фільм (грошова винагорода 5 тис. євро та статуетка «Дюк ОМКФ»)
- Найкращий режисер (грошова винагорода 3 тис. євро та статуетка «Дюк ОМКФ»)
- Найкраща акторська робота (грошова винагорода 2 тис. євро актору/акторці та статуетка «Дюк ОМКФ»)

Журі Національного конкурсу вручає нагороди у таких категоріях (але національне журі також може вручити додатково дві спеціальні нагороди-диплом будь-якому фільму або членові творчої групи):
- Найкращий повнометражний український фільм (грошова винагорода в розмірі 100 тис. гривень та статуетка «Золотий Дюк»)
- Найкращий український короткометражний фільм (грошова винагорода в розмірі 50 тис. гривень та статуетка «Дюк ОМКФ»).
- Найкращий український режисер[17] (грошова винагорода в розмірі 60 тис. гривень та статуетка «Дюк ОМКФ»)
- Найкраща акторська робота в національному конкурсі (грошова винагорода в розмірі 50 тис. гривень та статуетка «Дюк ОМКФ»)

З 2016 року на фестивалі також проводиться Європейський документальний конкурс, стрічку-переможця (винагорода: статуетка «Золотий Дюк» та 2000 євро) в якому обирає журі документального конкурсу.
З 2010 до 2012 року разом із основними нагородами на фестивалі також вручався приз «Дон Кіхот» журі Міжнародної федерації кіноклубів FICC, а з 2012 року — Диплом Міжнародної федерації кінопреси (FIPRESCI).

#### Фільми-лауреати премії «Золотий Дюк» за найкращий фільм
2010 — «Дітям до 16…» («Детям до 16…», Росія), режисер Андрій Кавун
2011 — «Шибеник» («Tomboy», Франція), режисер Селін Ск'ямма
2012 — «Зламані» («Broken», Велика Британія), режисер Руфус Норріс
2013 — «Географ глобуса пропив» («Географ глобус пропил», Росія), режисер Олександр Вєлєдінскій
2014 — «Мотивації нуль» («אפס ביחסי אנוש», Ізраїль), режисер Талія Лаві.
2015 — «Мустанг» («Mustang», Франція, Німеччина, Туреччина, Катар), режисер Деніз Ґамзе Ерґювен
2016 — «Палає, палає, палає» («Burn Burn», Велика Британія), реж. Чанія Баттон
2017 — «Король бельгійців» («King of the Belgians», Бельгія, Нідерланди, Болгарія), реж. Петер Бросенс, Джесіка Вудворт.
2018 — «Кришталь» («Хрусталь», Білорусь, США, Німеччина, Росія), реж. Дар'я Жук.
2019 —  «Додому» (Україна) реж. Наріман Алієв та «А потім ми танцювали» (Грузія, Швеція) реж. Леван Акін.
2020 —  “Вечеря в Америці” реж. Адам Ремейер, США.
2021 —  «Стоп-Земля» реж. Катерина Горностай, Україна 
2023 —  «Ссавці» реж. Себастіан Михайлеску

### Позаконкурсна програма

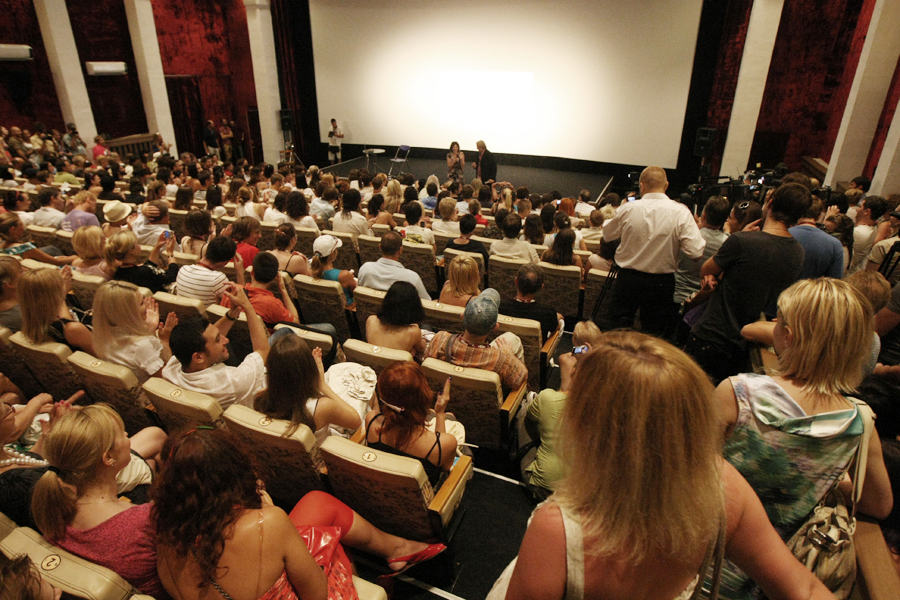
Майстер-класи на Одеському кінофестивалі

Окрім основного конкурсу, на фестивалі представлені позаконкурсні розділи: традиційна для багатьох кінофорумів програма «Фестиваль фестивалів» з останніх хітів світових кінофестивалів, ексклюзивні прем'єри найбільш резонансних творів кіномистецтва (розділ «Гала-прем'єри»), спеціальні покази, ретроспективи та ін.

### Потьомкінські сходи Open-air
Спеціальною грандіозною подією, починаючи з найпершого фестивалю, стають його резонансні open-air на знаменитих одеських Потьомкінських сходах, які на один з фестивальних вечорів перетворюються на величезний кінотеатр просто неба. На 1-му Одеському кінофестивалі-2010 на Потьомкінських сходах відбулася демонстрація шедевра Сергія Ейзенштейна «Броненосець Потьомкін» у живому супроводі симфонічного оркестру, що започаткувало традиції фестивальних open-air. На наступному фестивалі в 2011 році на Потьомкінських сходах, також у супроводі симфонічного оркестру, була показана повна версія шедевра Фрица Ланга «Метрополіс» (1927 р.), який зібралися подивитися понад 2 тисячі глядачів. У 2012 році, на третьому фестивалі, на Потьомкінських сходах симфонічний оркестр супроводжував показ фільму Чарлі Чапліна «Вогні великого міста», яке глядачам представляла його дочка, — акторка Джеральдін Чаплін. У 2013 році була показана кінопоема «Схід: Пісня двох людей» Фрідріха Мурнау. У рамках 5-го ОМКФ на Потьомкінських сходах пройшов показ стрічки «Шантаж» Альфреда Хічкока. Під час 6-го ОМКФ у 2015 році пройшов показ фільму «Людина з кіноапаратом» Дзиґи Вертова, а у 2016-му — «Шерлок Холмс» Артура Бертелета під музику Дональда Сосіна у супроводі симфонічного оркестра. Під час 8-го ОМКФ на Потьомкінських сходах була показана кінострічка Жюльєна Дювів'є «Дамське щастя» 1930 року за мотивами однойменного роману Еміля Золя. Показ пройшов під музичне оформлення канадського композитора Ґабріеля Тібодо, вокальні партії виконала солістка Софі Фурньє.
Починаючи з другого фестивалю 2011 року, глядачі також отримали ще один майданчик для open-air: сходи на Ланжероновському узвозі, де кожен вечір демонструвалося кіно просто неба для усіх охочих. З 2017 року замість Ланжеронівського узвову open-air-покази проводяться у Зеленому театрі Stella Artois.
На фестивалі у 2014 році було проведено збір коштів для українського режисера Олега Сенцова, незаконно засудженого та ув'язненого у Росії.
У 2019 році з нагоди ювілею фестивалю відбулися відразу два open air-перформанси на Потьомкінських сходах. 13 липня на Потьомкінських сходах глядачам було продемонстровано культовий фільм “Козаки” (1928) виробництва MGM. А 19 липня гості ОМКФ побачили унікальний музичний медіа-перформанс-оперу “Сходи до...” Влада Троїцького. Це шоу створювалося спеціально до ювілейного Одеського міжнародного кінофестивалю.
Покази просто неба чекали на глядачів й у Зеленому театрі – зокрема, у 6-й день кінофестивалю там було показано німецьку стрічку, класику німого кіно, “Кабінет доктора Каліґарі” Роберта Віне. Спеціальний показ у Зеленому театрі супроводжувало своїм виступом британське музичне тріо “The Tiger Lillies” 
2 жовтня в межах 11-го ОМКФ, який через пандемію коронавірусу SARS-CoV-2 проходив в оновленому online-форматі, відбувся традиційний перформанс просто неба на Потьомкінських сходах. Глядачі фестивалю відвідали офлайн-показ в Одесі німого фільму “Ґолем, як він прийшов у світ”. Показ відбувся з дотриманням всіх карантинних заходів[джерело?].

## Професійні події

### Film Industry Office (Пітчінг/Work in Progress)
Секція Film Industry Office заснована як платформа для професійної комунікації, підтримки та розвитку українських кінопроєктів та кіноіндустрії в цілому, а також для презентації української кіноіндустрії міжнародному співтовариству.
В рамках секції проводиться пітчинг повнометражних кінопроєктів, що перебувають на стадії «предпродакшн», а також презентації проєктів Work in Progress — повнометражних фільмів на фінальній стадії виробництва, запланованих для кінотеатрального показу.
Учасниками секції можуть стати дистриб'ютори, байєри, фестивальні відбірники, представники кінозакладів та спеціалізованих кінокомпаній, інвестори, автори фільмів (актори, режисери, сценаристи, оператори, художники-постановники), продюсери.

### Кіноринок (зимовий та літній)
ОМКФ також щорічно проводять два кіноринка — зимовий та літній. Кіноринок ОМКФ — це професійний майданчик для спілкування дистриб'юторів, представників кінотеатрів, кіностудій та компаній, що надають послуги в сфері прокату та інші послуги.
В 2017 – 2018 рр директором Кіноринку Одеського міжнародного кінофестивалю була Анна Мачух.

## Освітні події

### Кіношкола
У минулому ОМКФ проводив літню кіношколу — серію майстер-класів та творчих зустрічей, об'єднаних під назвою «Літня кіношкола».
У різні роки майстер-класи на ОМКФ проводили такі відомі кінознавці, сценаристи, актори та режисери як Рутгер Хауер, Джон Малкович, Майкл Медсен, Пітер Грінуей, Кшиштоф Зануссі, Вадим Перельман, Отар Іоселіані, Кіра Муратова, Йос Стеллінг, Нана Джорджадзе, Олександр Митта, Сергій Соловйов, Єжи Штур, Джеральдін Чаплін, Андрій Плахов, Наум Клейман, Сергій Лозниця, Аґнєшка Голланд, Крістіан Петцольд, Сібель Кекіллі тощо.
Починаючи з 2016 року тип фестивальної акредитації «Літня кіношкола» не використовується. Також, як і «Літня кіношкола», серія освітніх заходів під такою назвою в останнє проводилася у 2016 році на 7-му ОМКФ. Проте майстер-класи та творчі зустрічі проводяться протягом фестивалю та вхід на них спрощено — зарезервувати місце можна за будь-яким типом акредитації.

## Критика

### Критика проросійськості фестивалю
Формально фестиваль позиціює себе як «український», хоча деякі кінокритики раніше звинувачували його у «проросійськості». Так, наприклад, на 2-му ОМКФ більшість стрічок на фестивалі йшли з титрами і російською мовою, проте з 2014 року програмний відділ фестивалю відмовився від російськомовних субтитрів, залишивши субтитри виключно українською та англійською мовами[джерело?].
Режисер фільму-учаснику конкурсної програми 2018 року «Вільно й легко» Ген Цзюнь зазначив: «Під час презентації свого фільму я звернув увагу на українські субтитри і відчув неабияке задоволення. Якщо фільм ще й перекладуть українською — це буде неймовірно». Описуючи підсумки 2-го ОМКФ (2011 рік), кінокритик газети «Україна молода» Валентина Клименко констатувала присутність майже у всіх стрічках лише російських субтитрів та з жалем зазначила, що «залишивши під заставу свій паспорт або водійське чи журналістське посвідчення, можна було отримати навушники, через які йшов синхронний український переклад. Толерантно.»
Коментуючи 6-ий ОМКФ (2015 рік), директор і засновник Українського кіноклубу, професор-лінгвіст Колумбійського університету (США) Юрій Шевчук у своїй статті «Одеський міжнародний кінофестиваль: парад російського гламуру» в часописі «Телекритика» досліджує стратегії ОМКФ, його програмну, мовну та іміджеву політику. Автор піддав сумніву «українськість» кінофестивалю, розкритикувавши засилля російськості у ньому (російськомовні ведучі, російськомовні титри у фільмах тощо) і зазначає, що «лише ставши українським за формою і змістом, Одеський кінофестиваль нарешті стане справді міжнародним». Згодом у коментарі «Громадському радіо» Шевчук зазначає, що «Одеському фестивалю бракує усвідомлення себе не в провінційних вимірах. Він наполягає на своїй російськості» та підкреслює, що «фестиваль має фантастичний потенціал, якщо усвідомить себе як ворота українського національного кінематографа».

### Репліка президента фестивалю про «громадянську війну в Україні»
Під час відкриття 8-го ОМКФ (2017 рік), президент і співзасновниця ОМКФ Вікторія Тігіпко заявила про «громадянську війну в Україні». Реакція на таке висловлювання в української громадськості була вкрай негативною, і згодом у соцмережах багато українців висловлювали своє обурення розповіддю Вікторії Тігіпко іноземним гостям кінофестивалю про «громадянську війну в Україні». Згодом Тігіпко заявила, що її слова було «витлумачені поза контекстом» і що вона всього лише намагалася послуговуватися термінологією, знайомою іноземним гостям фестивалю.